# Sielsowiet Litwa
Sielsowiet Litwa (biał. Літвенскі сельсавет, Litwienski sielsawiet; ros. Литвенский сельсовет) – sielsowiet na Białorusi, w obwodzie mińskim, w rejonie stołpeckim, z siedzibą w Litwie.

## Demografia
Według spisu z 2009 sielsowiety Litwa i Ciesnowa zamieszkiwało 2504 osób, w tym 1191 Polaków (47,56%), 868 Białorusinów (34,66%), 91 Rosjan (3,63%), 23 Ukraińców (0,92%), 3 Kazachów (0,12%), 11 osób innych narodowości i 317 osób, które nie podały żadnej narodowości.
Do 2019 liczba ludności spadła do 1920 osób. Największymi miejscowościami były wówczas Kul (704 mieszkańców), Ciesnowa I (233 mieszkańców), Litwa (136 mieszkańców) i Roczewicze (108 mieszkańców). Liczba ludności żadnej z pozostałych miejscowości nie przekraczała 86 osób.

## Geografia i transport
Sielsowiet położony jest w północnej części rejonu stołpeckiego. Największymi rzekami są Usa i Suła. Sielsowiet obejmuje niewielkie fragmenty Puszczy Nalibockiej i Nalibockiego Rezerwatu Krajobrazowego.
Przez sielsowiet przebiega droga republikańska R54.

## Historia
Wschodnia granica sielsowietu, będąca jednocześnie granicą rejonu stołpeckiego, pokrywa się z przebiegiem polsko-sowieckiej granicy państwowej w latach 1921 - 1945.
28 maja 2013 do sielsowietu Litwa przyłączono w całości, liczący 15 miejscowości, likwidowany sielsowiet Ciesnowa.

## Miejscowości
- agromiasteczko:
  - Roczewicze
- wsie:

| - - Apanowszczyzna - Bardzie - Białanowszczyzna - Buckiewicze - Ciesnowa I - Ciesnowa II - Ciszkowszczyzna - Drozdowszczyzna - Dubniki - Dziawgi | - - Dzienisy - Górnowszczyzna - Hudziele - Katarzynodar - Kondratowicze - Kondratowszczyzna - Kul - Kunosze - Kureczki - Litwa | - - Mieszyce - Osowo - Pietryłowicze - Rudziewicze - Sapuciewicze - Sierkule - Słobódka - Sobkowszczyzna - Sudziewicze | - - Suła - Szpaki - Tołkaczowszczyzna - Wasilewszczyzna - Wirłowicze - Woropaj - Zamianka - Zapolce - Zieniewicze |

- chutory:
  - Oleszkowiec
  - Piotrowo
- dawne miejscowości:
  - Dzierżynowo